# Hora (mitologia)
Hora, na mitologia romana, era a esposa de Quirino. Elevada a deusa após sua morte, em vida se chamava Hersília.